# UFC 264
UFC 264: Poirier vs. McGregor 3 foi um evento de artes marciais mistas promovido pelo Ultimate Fighting Championship e que aconteceu em 10 de julho de 2021 na T-Mobile Arena em Paradise, Nevada, na Área Metropolitana de Las Vegas, Estados Unidos.

## História

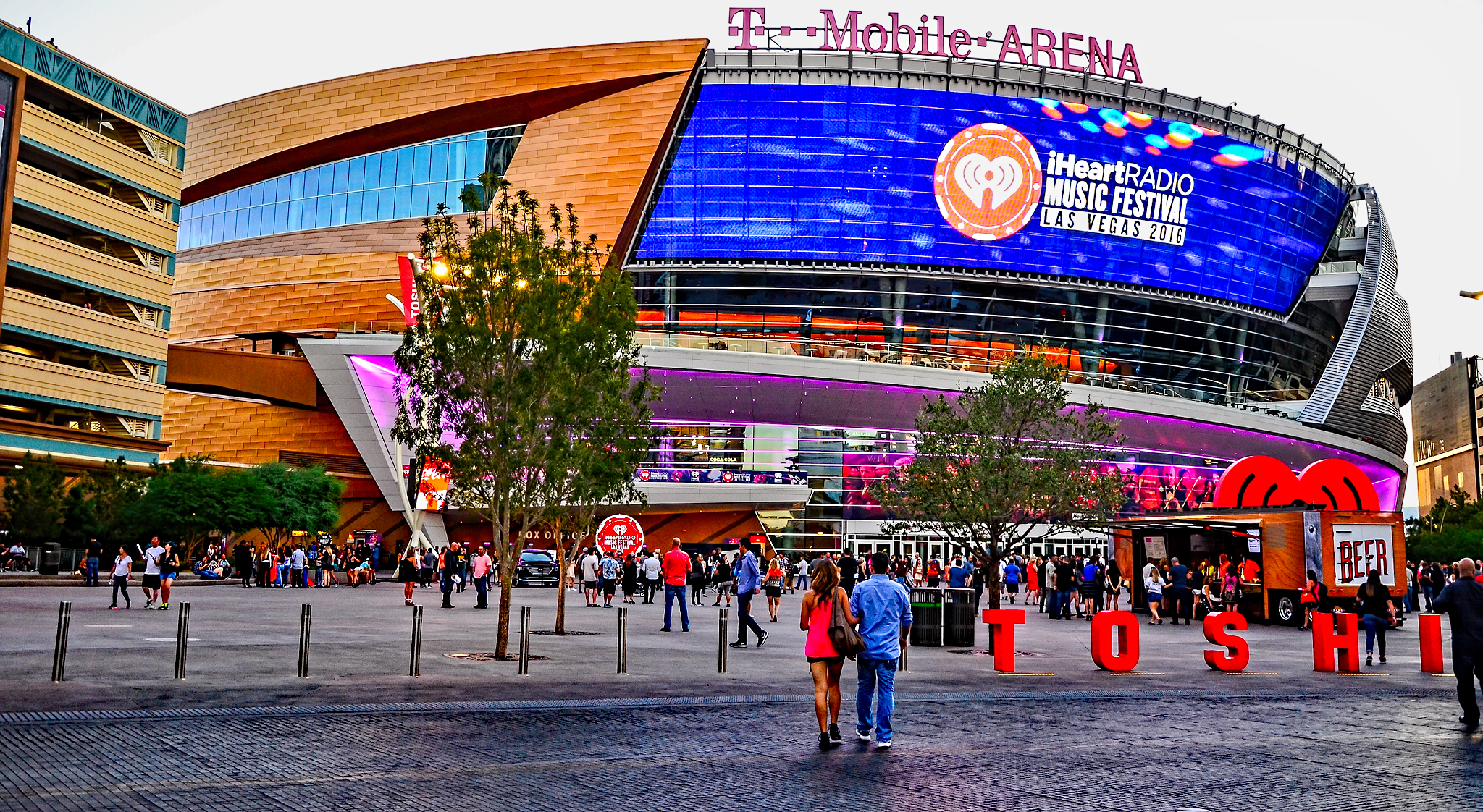
T-Mobile Arena em Las Vegas

O UFC tem sediado a maioria de seus eventos em Las Vegas, nas instalações do UFC Apex, com todos os portões fechados.
Entretanto esta foi a primeira vez desde o UFC 248, em março de 2020, que a T-Mobile Arena sediou um evento com lotação completa de público.
Uma trilogia de peso leve entre o ex-campeão peso leve do UFC Dustin Poirier e o ex-campeão peso pena e leve do UFC Conor McGregor foi a atração principal do evento. A dupla já se reuniu duas vezes: a primeira luta foi no peso pena, que aconteceu em setembro de 2014, no UFC 178, em que McGregor venceu por nocaute técnico no primeiro assalto. Eles então subiram ao peso-leve para uma revanche em janeiro de 2021 no UFC 257, na qual Poirier venceu por nocaute no segundo round.
Uma luta de médios entre o ex-campeão dos meio-médios do KSW Dricus du Plessis e Trevin Giles estava programada para acontecer no UFC on ESPN: Brunson vs. Holland, mas du Plessis foi retirado do evento devido a problemas de visto que restringiram sua viagem. O emparelhamento foi reprogramado e ocorreu neste evento.
Uma luta no peso-galo entre Sean O’Malley e Louis Smolka ocorreria neste evento. Contudo, em 29 de junho, Smolka foi retirado do evento devido a uma lesão não revelada. Ele foi substituído pelo estreante no UFC Kris Moutinho.
Na pesagem, Irene Aldana pesou 139,5 libras (63,3 kg), quatro libras e meia acima do limite do peso-galo, que é de 135 lb (61,2 kg). Sua luta ocorreu em um peso casado e ela foi multada em 30% de sua bolsa, que foi para sua oponente, Yana Kunitskaya.
Em 9 de julho, foi anunciado que o UFC aumentaria os bônus ("Luta da Noite" e "Performance da Noite") de 50 mil dólares para 75 mil dólares para este evento.
Uma luta nos médios entre Alen Amedovski e Hu Yaozong estava marcada para ser a primeira luta preliminar do evento. No entanto, a luta foi cancelada poucas horas antes de acontecer devido a problemas de protocolo de segurança da COVID-19 no camp de Amedovski.

## Bônus da Noite
Os lutadores receberam $75.000 de bônus.
- Luta da Noite:  Sean O’Malley vs.  Kris Moutinho
- Performance da Noite:  Tai Tuivasa e  Dricus du Plessis